# SCAT Airlines
SCAT Airlines, legalmente PLL SCAT Air Company, é uma companhia aérea com sede na propriedade do Aeroporto Internacional de Shymkent em Shymkent, Cazaquistão. Ela opera serviços para todas as principais cidades do Cazaquistão e países vizinhos. Sua base principal é o Aeroporto de Shymkent, com cidades-foco no Aeroporto Internacional de Aktau, Aeroporto Internacional Nursultan Nazarbayev e o Aeroporto Internacional de Almaty.

## História
A companhia aérea foi criada e iniciou suas operações em 1997. Seu nome é a sigla de Special Cargo Air Transport.
A SCAT fundou a Sunday Airlines como uma nova empresa fretada e subsidiária, para a qual a SCAT opera quatro Boeing 757-200s e um Boeing 767-300ER.
Em novembro de 2017, a companhia aérea assinou contrato firme para a compra de seis aeronaves da última geração Boeing 737 MAX 8 com a empresa americana Boeing. Em 29 de março de 2018, a frota da empresa reabasteceu o primeiro Boeing 737 MAX 8 dos países pós-soviéticos (com motores CFM International LEAP-1B). Esta é a primeira das seis aeronaves Boeing 737 MAX 8 adquiridas.
Em 2018, as restrições do espaço aéreo europeu foram suspensas para a SCAT Airlines e em maio de 2018, Vilnius se tornou seu primeiro destino programado na UE. Em março de 2018, a SCAT Airlines foi aceita como membro pleno da International Air Transport Association (IATA). A SCAT Airlines se tornou a segunda companhia aérea do Cazaquistão incluída no registro IATA.
Em 13 de março de 2019, a operação da aeronave Boeing 737 MAX foi suspensa no Cazaquistão.
Em 18 de fevereiro de 2021, a SCAT Airlines, a primeira fora do continente americano, retomou os voos comerciais regulares do Boeing 737 MAX após uma proibição de quase dois anos da operação dessas aeronaves no Cazaquistão.

## Frota

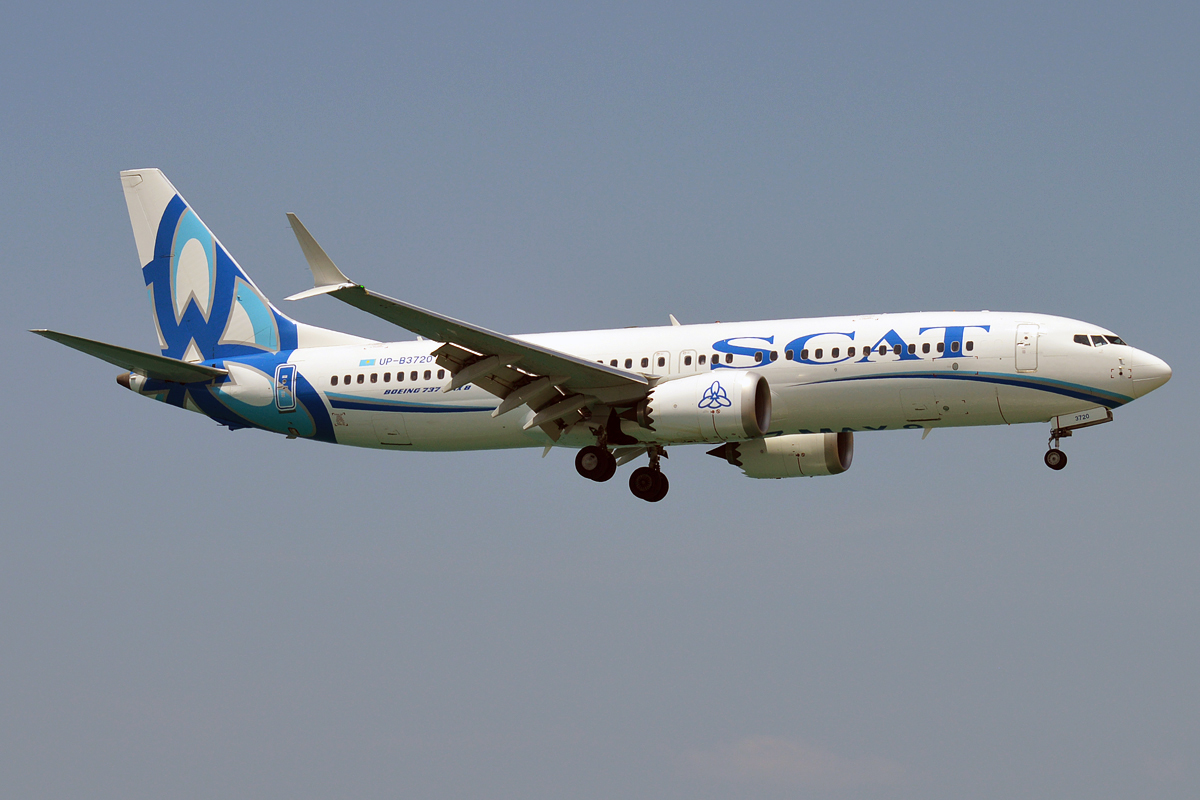
Um Boeing 737 MAX 8 da SCAT Airlines

A frota da SCAT Airlines consiste nas seguintes aeronaves (Outubro de 2021):
| Aeronaves           | Em Serviço | Ordens | Passageiros | Notas |
| ------------------- | ---------- | ------ | ----------- | ----- |
| Boeing 737-300      | 5          | –      | 144         |       |
| Boeing 737-500      | 3          | –      | 118         |       |
| Boeing 737-700      | 1          | –      | 149         |       |
| Boeing 737-800      | 3          | –      | 189         |       |
| Boeing 737 MAX 8    | 1          | 5      | 186         |       |
| Boeing 737 MAX 9    | 1          | 1      | 213         |       |
| Boeing 757-200      | 4          | –      | 200         |       |
| Boeing 767-300ER    | 1          | –      | 290         |       |
| Bombardier CRJ200ER | 4          | –      | 50          |       |
| Bombardier CRJ200LR | 3          | –      | 50          |       |
| Total               | 26         | 6      |             |       |